# 美国的司法考试
美国的司法考试由美国境内各司法管辖区自行组织。美国是联邦制国家，各州在符合合众国宪法的前提下，有权制定本州的法律。也因此，与单一制诸国不同，美国各州有权决定该州的律师执业条件和要求，也没有类似于中华人民共和国国家统一法律职业资格考试或日本司法试验的，全国性质的律师执照考试或司法考试。
如无特殊说明，本文所指的“司法考试”和“律师执照考试”所指的是测试考生法律知识的考试，不包括考察学生职业道德的考试（如跨州执业道德考试（英語：Multistate Professional Responsibility Examination, MPRE））。

## 沿革

### 学徒制和口头司法考试
1763年，特拉华殖民地举办了今日美国领土上的首次司法考试。这次考试由法官主持，完全口头进行。
美国建国伊始，大多数州要求律师资格申请人在律师或法官的指导下学习一段时间，这种做法被称为读法律（英語：reading the law）。同时，申请人还需通过一场口试。

### 文凭特权
19世纪，法学院开始在美国各地兴起，成为学徒制的替代方案。与此同时，所谓文凭特权（英語：diploma privilege）的做法也随之出现，即法学院毕业生在毕业时自动获得律师资格。在大多数州，文凭特权仅适用于在执业所在州法学院的毕业生。
1921年，美国律师协会（英語：American Bar Association, ABA）正式表示，倾向于要求法学院毕业生参加律师资格考试，而不是授予文凭特权。在随后的几十年中，采用文凭特权制度的司法管辖区大大下降。1980年，保留文凭特权的州仅剩下了5个。截至今日，只有威斯康辛州保留了文凭特权制度，允许威斯康辛大学法学院和马凯特大学法学院的法律博士毕业生无需通过律师资格考试即可直接取得律师执照。

### 司法考试的标准化
1931年，为响应全国司法考试标准化的需要，法律界人士成立了全国司法考试机构大会 （英語：National Conference of Bar Examiners, NCBE）。1972年，NCBE举办了第一届跨州司法考试（英語：Multistate Bar Examination, MBE）；该考试采用选择题，旨在考察学生应用基本法律纲领和分析案情的能力。2011年，统一律师执照考试（英語：Uniform Bar Examination, UBE）设立，并成为今日美国大多数司法管辖区所采用的考试。

## 考试资格

### 教育或经历要求
大多数司法管辖区要求考生必须取得ABA认证的法学院的法律博士学位。
部分管辖区，例如纽约州，允许完成了规定课业要求的美国法律硕士学位持有者，或在普通法国家有执业经历的律师参加考试。也有部分管辖区，例如华盛顿哥伦比亚特区，允许满足课业要求的未经美国律师协会认证的法学院的法律博士毕业生参加考试。
对于没有接受过法学院教育的人士，部分管辖区允许申请人通过和律师实习的方式获取考试资格。比较知名的例子有金·卡戴珊；她通过和律师实习，并通过加利福尼亚州一年级法学生考试（英語：First-Year Law Students' Examination, FYLSE，非ABA认证法学院学生在加利福尼亚州获得司法考试资格的前提考试）的方式获得了加利福尼亚州司法考试的考试资格。

### 公民或移民身份
部分管辖区对考生在美国的身份有要求。例如，在路易斯安那州，只有美国公民，永久居民和可合法在美国工作者（例如工作签证持有者）可以参加该州的司法考试。

## 各司法管辖区的考试构成
美国各司法管辖区都设置了各自的司法考试，并制定了本州律师资格申请的要求。根据是否采用NCBE开发的考试，可分为三大类，即完全采用统一律师执照考试的司法管辖区，采用部分NCBE设计的考试，但不采用统一律师执照考试的司法管辖区，和完全不采用NCBE设计的考试的司法管辖区。

### 完全采用统一律师执照考试
统一律师执照考试（英語：Uniform Bar Examination, UBE）由全国司法考试机构大会 （英語：National Conference of Bar Examiners）组织，是一项包含跨州论文考试（英語：Multistate Essay Examination, MEE），跨州执业技能考试（英語：Multistate Performance Test, MPT），和跨州司法考试（英語：Multistate Bar Examination, MBE）三部分，考察考生对联邦法律和美国普通法原则以及执业技能的考试。
目前，41个司法管辖区（包括州、领地和哥伦比亚特区）采用了UBE作为其律师资格申请的一部分。有些司法管辖区，例如纽约州，要求考生在顺利通过UBE的基础上，完成单独的州法律课程或考试，方可申请律师执照。
值得注意的是，NCBE计划从2026年7月开始废止UBE，开始采用全新设计的下一代司法考试（英語：NextGen Bar Exam)。届时，采用UBE的各州将重新决定是否采用下一代司法考试。

### 采用部分NCBE设计的考试，但不采用统一律师执照考试
12个司法管辖区，例如内华达州和佐治亚州，使用了NCBE设计的部分考试，但不采用统一律师执照考试。以内华达州为例，虽然该州采用了跨州司法考试作为其司法考试的一部分，但是该州司法考试的论文部分自行出题，而不是采用NCBE所设计的MEE和MPT两项论文考试。

### 完全不采用NCBE设计的考试
3个司法管辖区，即加利福尼亚州、路易斯安那州和波多黎各自由邦完全不采用NCBE设计的考试。各管辖区不采用NCBE设计的考试各有原因，例如路易斯安那州的法律与美国其他州的普通法不同，其州法属于大陆法系，故与NCBE所开发的以美国普通法为基础的考试不兼容。加利福尼亚州曾采用MBE作为自身司法考试的一部分，但从2025年起，将转为采用开普兰公司设计的多项选择题来代替MBE。波多黎各自由邦则因为当地通用语言是西班牙语，和NCBE所开发的考试语言上不兼容。

## 分数互认

### 采用统一律师执照考试的司法管辖区
采用统一律师执照考试的司法管辖区互相认可考生在任意一管辖区取得的分数。假设一名考生在管辖区A内取得了和管辖区B合格分数同等或更高的分数，且该分数仍在管辖区B规定的有效期内，则该名考生申请管辖区B的律师执业资格时不用重新参加统一律师执照考试。例如一名考生在2024年于纽约州举行的UBE中获得了265分，虽然他没有到达纽约州的及格线，故无法申请纽约州的执业资格，但他可以在合格线为264分的印第安纳州申请执业资格，而无需重新考试。

#### 下一代司法考试
NCBE计划从2026年7月开始废止UBE，开始采用全新设计的下一代司法考试。采用下一代司法考试的各管辖区可以选择互认分数，也可以选择不接受互认。

### 采用部分NCBE设计的考试的司法管辖区
某些不采用UBE，但使用MBE的司法管辖区接受来自其他司法管辖区的MBE分数。同理，也有部分采用UBE的司法管辖区允许考生提供来自非UBE司法管辖区的MBE分数。